# Lịch sử Phần Lan (1917 – nay)
Trang này viết về lịch sử Phần Lan từ năm 1917 cho tới nay.

## Độc lập

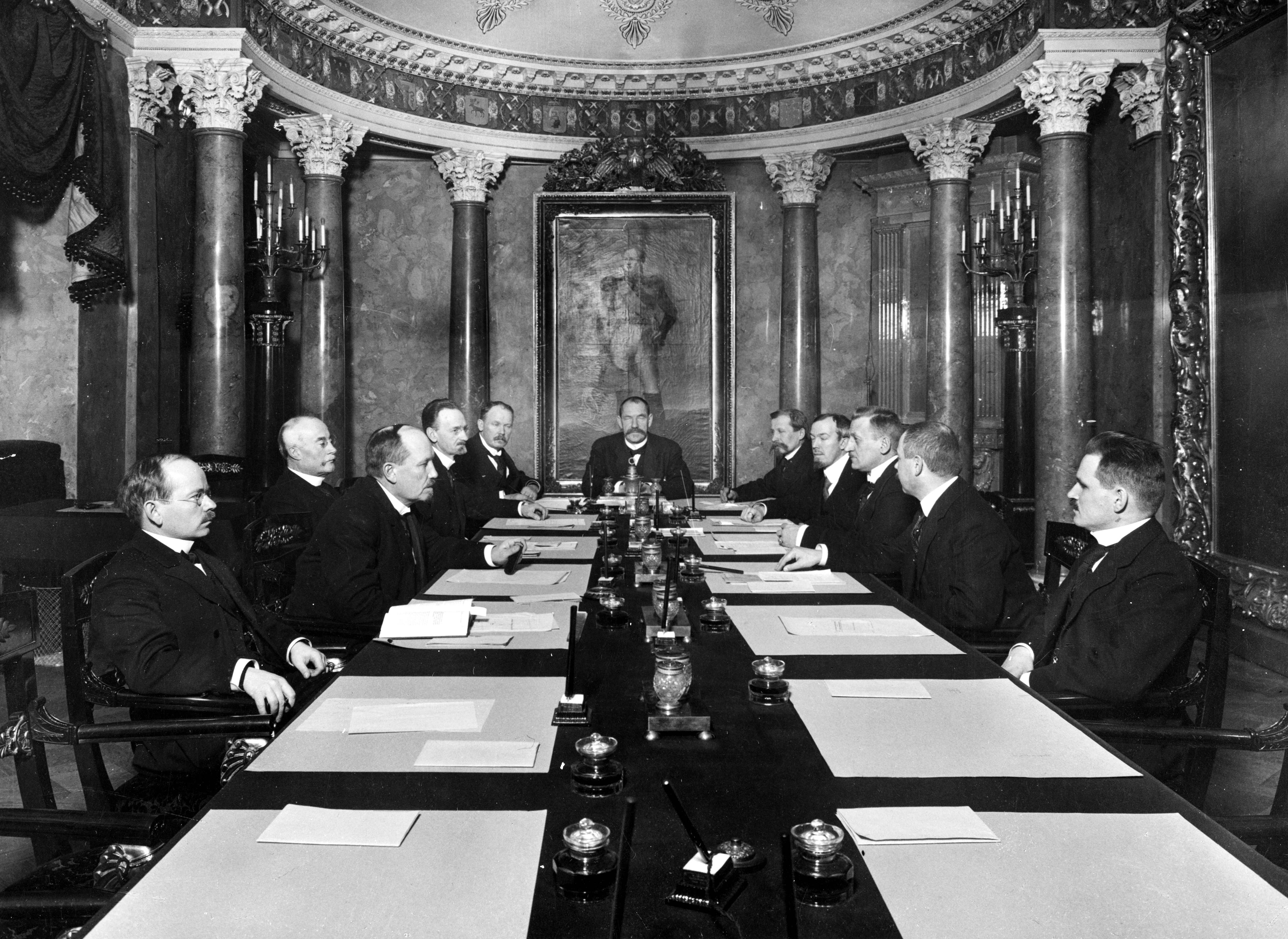
Chính phủ đầu tiên của nước Phần Lan độc lập do Thủ tướng P. E. Svinhufvud đứng đầu

Phong trào dân tộc chủ nghĩa Phần Lan dần dần phát triển vào thế kỷ 19 bên cạnh các phong trào dân tộc chủ nghĩa tại nhiều nước châu Âu khác. Trong thời kỳ này, tác phẩm Những bài ca về Thiếu úy Stål của Johan Ludvig Runeberg và sử thi Kalevala của Elias Lönnrot đã trở thành nền tảng của bản sắc văn hóa dân tộc Phần Lan.
Nước Nga chứng kiến cuộc Cách mạng Tháng Hai sau khi Chiến tranh thế giới thứ hai cùng nhiều biến cố nội bộ xảy ra trong nước. Chớp lấy thời cơ này, giới lãnh đạo Phần Lan đã cho khởi động việc xây dựng các phương án khả thi để giành thêm quyền tự trị cho dân tộc Phần Lan hay thậm chí là giành quyền độc lập. Tuy nhiên, phương án độc lập Phần Lan bị Chính phủ Lâm thời Nga phản đối, cho rằng việc ra quyết định sẽ chỉ được thực hiện trong phiên họp của Hội nghị Hiến pháp.
Sau thất bại của Chính phủ Lâm thời Nga trong cuộc Cách mạng Tháng Mười do phái Bolshevik lãnh đạo, giai cấp lãnh đạo Phần Lan bị chia rẽ sâu sắc về đường hướng giành độc lập. Phe cánh hữu thì mong muốn vận động phương Tây công nhận quyền độc lập của Phần Lan, còn phe cánh tả thì lại đòi hỏi tư cách độc lập Phần Lan trước hết phải được Chính phủ Bolshevik công nhận.
Quốc hội Phần Lan, nhóm họp vào ngày 6 tháng 12 năm 1917, đã thông qua bản tuyên ngôn độc lập do chính phủ cánh hữu của Phần Lan soạn thảo. Tư cách độc lập Phần Lan được Nga Xô viết, Thụy Điển và Pháp công nhận cách chính thức vào ngày 4 tháng 1 năm 1918, kế đến là Đế quốc Đức vào ngày 6 tháng 1 cùng năm.

## Nội chiến Phần Lan

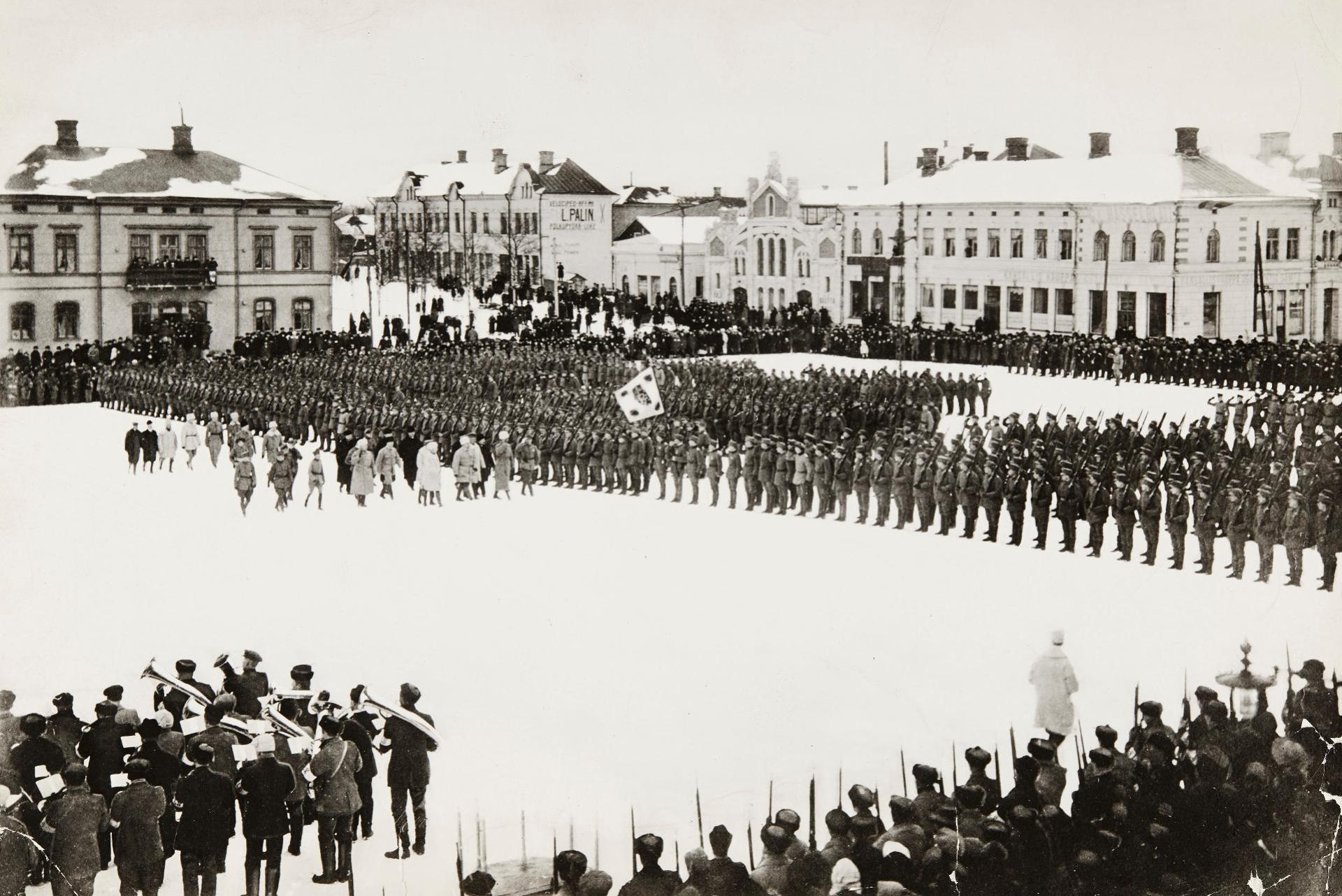
Các binh sĩ thuộc Phong trào Jäger tập hợp tại Vaasa, miền Tây Phần Lan vào năm 1918.

Sau Chiến tranh thế giới thứ nhất, Phần Lan rơi vào một cuộc nội chiến giữa quân đội thân Chính phủ Phần Lan và lực lượng quân sự của Đoàn đại biểu Nhân dân Phần Lan, diễn ra từ ngày 27 tháng 1 đến ngày 16 tháng 5 năm 1918. Binh lính của phe Chính phủ được gọi là "Bạch vệ quân", mà quân đội của phe Đoàn đại biểu Nhân dân Phần Lan thì gọi là "Hồng quân". Chiến tranh thế giới thứ nhất đã khiến cho Đế quốc Nga rạn nứt từ bên trong, dẫn đến cuộc đấu tranh giành quyền lực tại Phần Lan, khi mà hệ thống chính trị của nước này đang trong quá trình chuyển đổi từ thể chế quân chủ sang thể chế đại nghị. Bên cạnh đó, xã hội Phần Lan còn bị chia cắt cả về mặt xã hội lẫn kinh tế, dẫn đến sự hình thành của hai phe vũ trang đối đầu nhau trong nước. Cuộc khủng hoảng đạt đỉnh điểm vào tháng 1 năm 1918 khi hai phe tuyên chiến với nhau. Phe Bạch vệ sau đó đã giành được chiến thắng với sự hỗ trợ đắc lực của Đế quốc Đức. Phe Hồng quân do Nga Xô viết hậu thuẫn đã chịu thất bại. Từ sau cuộc chiến trên, Phần Lan chuyển từ phạm vi ảnh hưởng của Nga sang phạm vi ảnh hưởng của Đế quốc Đức. Sau khi Đế quốc Đức chiến bại trong Chiến tranh thế giới thứ nhất, dân tộc Phần Lan đã tái khẳng định nền độc lập của mình và quyết định trở thành một nước dân chủ theo thể chế cộng hòa. Trong khi cuộc nội chiến được đặc trưng bởi sự khủng bố chính trị, thì chỉ sau chiến tranh, tổn thất về sinh mạng lớn nhất mới xảy ra ở các trại tù, nơi có khoảng 13.000 Hồng quân Phần Lan đã chết. Nội chiến đã cướp đi sinh mạng của tổng cộng khoảng 37.000 người, trong đó gần 75% là Hồng quân Phần Lan. Phần còn lại bao gồm Bạch vệ quân Phần Lan, người Đức và người Nga. Về chiều kích tâm lý và vật chất, Nội chiến Phần Lan là sự kiện tàn khốc nhất trong lịch sử dân tộc Phần Lan, gây nên tâm lý phẫn nộ trong quần chúng nhân dân và chia rẽ họ thành hai phe. Mặc dù vậy, sau Chiến tranh thế giới thứ nhất, phe cánh tả và cánh hữu ôn hòa đã bắt đầu hợp tác với nhau ngay sau khi cuộc Nội chiến ngã ngũ, mở ra kỷ nguyên hiệp nhất dân tộc Phần Lan.